# دونيتريبتان
دونيتريبتان (بالإنجليزية: Donitriptan)‏ هو دواء من مجموعة التريبتانات أجريت عليه دراسات بوصفه مضاد صداع نصفي لكنه لم يسوق أبدا. وهو من أشد أدوية التريبتانات فاعلية.
أجريت الدراسات في فرنسا على دونيتريبتان بواسطة بيومريو ومختبرات بيير فابر وأجريت المرحلة الثانية من التجارب السريرية في أوروبا قبل إيقافها.